# DFB-Pokal 1972/73
DFB-Pokalsieger 1973 wurde Borussia Mönchengladbach, der im Achtelfinale Titelverteidiger FC Schalke 04 ausschaltete. Wie bereits ein Jahr zuvor wurden die Ausscheidungsspiele 1973 wieder in Hin- und Rückspielen ausgetragen.
Das Finale gegen den 1. FC Köln sollte zum Abschiedsspiel von Günter Netzer aus der Fußball-Bundesliga werden, bevor dieser zu Real Madrid wechselte. Trainer Hennes Weisweiler hatte Netzer jedoch nicht von Beginn an aufgestellt, da er bereits ohne ihn plante, weshalb er Herbert Wimmer zentral im Mittelfeld und als Kapitän aufstellte. Einige Zuschauer forderten während der gesamten ersten Spielhälfte Netzer aufzustellen. Weisweiler wollte ihn darauf in der Halbzeit einwechseln, Netzer lehnte es jedoch ab. Erst in der Verlängerung des Finales wechselte Netzer sich quasi selbst ein. Er zog die Trainingsjacke aus, ging zu Weisweiler und sagte ihm nur kurz: „Ich spiel dann jetzt.“ Vorher hatte er mit Christian Kulik gesprochen, der mit den Kräften am Ende war. Kurz nach der Einwechslung, mit seiner zweiten Ballberührung, schoss Netzer den Siegtreffer zum 2:1 für die Gladbacher. Netzer räumte später ein, dass er den Ball nur mit seinem schwächeren linken Fuß getroffen hatte, das Tor gewissermaßen versehentlich erzielte.
Im Europapokal der Pokalsieger erreichten die Mönchengladbacher das Halbfinale, in dem sie gegen den AC Mailand ausschieden.

## 1. Runde
Die erstgenannte Mannschaft hatte zuerst Heimrecht am 9. Dezember 1972, die zweitgenannte am 20. Dezember 1972.
 In den Spielen, in denen Bundesligisten auf unterklassige Mannschaften trafen, traten die Bundesligisten zuerst auswärts an.
|                        | Gesamt |                          | Hinspiel  | Rückspiel |
| ---------------------- | ------ | ------------------------ | --------- | --------- |
| Hannover 96            | 3:4    | Eintracht Frankfurt      | 1:0 (0:0) | 2:4 (1:1) |
| VfL Wolfsburg          | 4:5    | VfB Stuttgart            | 2:2 (2:0) | 2:3 (1:2) |
| OSV Hannover           | 0:9    | Hertha BSC               | 0:6 (0:3) | 0:3 (0:1) |
| FK Pirmasens           | 4:5    | Rot-Weiß Oberhausen      | 4:1 (2:0) | 0:4 (0:1) |
| Stuttgarter Kickers    | 2:6    | Eintracht Braunschweig   | 1:1 (0:1) | 1:5 (0:4) |
| Wacker 04 Berlin       | 1:9    | Werder Bremen            | 1:5 (0:3) | 0:4 (0:1) |
| Rot-Weiss Essen        | 5:8    | Hamburger SV             | 5:3 (5:0) | 0:5 n. V. |
| FC St. Pauli           | 3:4    | Kickers Offenbach        | 3:1 (2:0) | 0:3 (0:2) |
| Wormatia Worms         | 5:7    | VfL Bochum               | 4:4 (2:4) | 1:3 (1:2) |
| Südwest Ludwigshafen   | 2:6    | FC Schalke 04            | 1:3 (0:2) | 1:3 (1:0) |
| Preußen Münster        | 2:4    | MSV Duisburg             | 2:1 (2:0) | 0:3 (0:1) |
| HSV Barmbek-Uhlenhorst | 1:11   | FC Bayern München        | 1:4 (0:2) | 0:7 (0:2) |
| Freiburger FC          | 4:8    | Borussia Mönchengladbach | 3:1 (1:1) | 1:7 (1:3) |
| SpVgg Bayreuth         | 4:6    | 1. FC Kaiserslautern     | 4:2 (3:1) | 0:4 (0:1) |
| SC Fortuna Köln        | 2:5    | 1. FC Köln               | 2:1 (2:0) | 0:4 n. V. |
| Wuppertaler SV         | 3:2    | Fortuna Düsseldorf       | 3:0 (2:0) | 0:2 (0:1) |

## Achtelfinale
Die erstgenannte Mannschaft hatte zuerst Heimrecht am 3. März 1973, die zweitgenannte am 14. März 1973.
|                        | Gesamt |                          | Hinspiel | Rückspiel |
| ---------------------- | ------ | ------------------------ | -------- | --------- |
| Eintracht Braunschweig | 3:2    | Eintracht Frankfurt      | 1:0      | 2:2       |
| Wuppertaler SV         | 3:5    | Kickers Offenbach        | 3:2      | 0:3       |
| MSV Duisburg           | 3:6    | Hertha BSC               | 1:2      | 2:4       |
| FC Schalke 04          | 1:3    | Borussia Mönchengladbach | 0:2      | 1:1       |
| Hamburger SV           | 3:6    | 1. FC Köln               | 2:2      | 1:4       |
| Rot-Weiß Oberhausen    | 2:5    | FC Bayern München        | 1:2      | 1:3       |
| VfL Bochum             | 5:6    | Werder Bremen            | 4:4      | 1:2       |
| VfB Stuttgart          | 2:3    | 1. FC Kaiserslautern     | 2:1      | 0:2 n. V. |

## Viertelfinale
Die erstgenannte Mannschaft hatte zuerst Heimrecht am 14. April 1973, die zweitgenannte zwischen dem 17. und dem 19. April 1973.
|                          | Gesamt |                      | Hinspiel | Rückspiel |
| ------------------------ | ------ | -------------------- | -------- | --------- |
| Eintracht Braunschweig   | 2:8    | 1. FC Köln           | 0:5      | 2:3       |
| Kickers Offenbach        | 6:4    | FC Bayern München    | 2:2      | 4:2       |
| Werder Bremen            | 4:2    | Hertha BSC           | 2:0      | 2:2       |
| Borussia Mönchengladbach | 5:2    | 1. FC Kaiserslautern | 2:1      | 3:1       |

## Halbfinale
Die erstgenannte Mannschaft hatte zuerst Heimrecht am 1. bzw. 2. Mai 1973, die zweitgenannte am 15. Mai 1973.
|                  | Gesamt |                          | Hinspiel | Rückspiel |
| ---------------- | ------ | ------------------------ | -------- | --------- |
| SV Werder Bremen | 3:7    | Borussia Mönchengladbach | 1:3      | 2:4       |
| 1. FC Köln       | 6:1    | Kickers Offenbach        | 5:0      | 1:1       |

## Finale
Das Finale wurde am 23. Juni 1973 im Düsseldorfer Rheinstadion ausgetragen.
| Paarung                  | 1. FC Köln – Borussia Mönchengladbach |
| Ergebnis                 | 1:2 n. V. (1:1, 1:1) |
| Datum                    | 23. Juni 1973 um 16:00 Uhr |
| Stadion                  | Düsseldorfer Rheinstadion, Düsseldorf |
| Zuschauer                | 69.600 |
| Schiedsrichter           | Kurt Tschenscher (Mannheim) |
| Tore                     | 0:1 Wimmer (24.) 1:1 Neumann (40.) 1:2 Netzer (94.) |
| 1. FC Köln               | Gerhard Welz, Herbert Hein, Herbert Neumann, Wolfgang Weber, Bernhard Cullmann, Heinz Simmet, Jürgen Glowacz (71. Rainer Gebauer), Heinz Flohe, Hans-Josef Kapellmann, Wolfgang Overath (71. Harald Konopka), Hannes Löhr Cheftrainer: Rudi Schlott  |
| Borussia Mönchengladbach | Wolfgang Kleff, Heinz Michallik, Berti Vogts, Klaus-Dieter Sieloff, Rainer Bonhof, Dietmar Danner, Herbert Wimmer, Christian Kulik (91. Günter Netzer), Henning Jensen, Bernd Rupp (117. Uli Stielike), Jupp Heynckes Cheftrainer: Hennes Weisweiler |
| Gelbe Karten             | Jürgen Glowacz – Jupp Heynckes |
| Besonderheiten           | Welz hält Foulelfmeter von Heynckes (58.) |